# スウィート・リヴェンジ
スウィート・リヴェンジ（sweet revenge）は1994年6月17日に発売された坂本龍一の10作目のオリジナル・アルバム。またはこのアルバムに収録された曲。坂本の個人レーベル「güt」の第1弾作品。海外では日本と異なるバージョンでエレクトラ・レコードからリリース。

## 概要
いつもより締め切り厳守な状況で2ヶ月という極めて短期間に制作されたアルバムであり、特にレコーディング終盤では「Love and Hate」「Same Dream, Same Destination」のミキシングが始まっているのに、ボーカルの素材が手元に届かず、マスターテープが税関で止まっていたことがわかったときは、色々な部署に電話して通してもらい、ドラムパートのアレンジをチェックしながら、「君と僕と彼女のこと」の制作状況を連絡し合う等、電話が常に欠かせない1日を争う事態であった。それでもスケジュールを守り通すことができたのは音楽制作のためのコンピューターの他に、坂本自身のスケジュールを管理するコンピューターがあってのことだった。そのことを坂本は朝日新聞のインタビューで「てんぷらも揚げたてをその場ですぐに食べるのが一番おいしいでしょ」と例えている。このポップ路線は次作「スムーチー」まで続いた。

### 日本版と海外版
個人レーベルの「güt」設立当時、ヴァージンとの契約を振り返りながら、「ただメジャーで海外リリースをしても、各国の事情や受け入れられ方を考えずに出すのでは意味がない」という趣旨の意見を語っている。直近の過去作であるヴァージンでのアルバム『Beauty』や『Heartbeat』は日本と海外では収録曲や曲順がそれぞれ異なり、そのことによってアルバムのイメージや統一感がやや混乱することにもなっていた。従って、本作からは坂本自身による監修の下で品質をコントロールしながら日本版と海外版の2つのバージョンが制作されている。各バージョンでは曲目や音質だけでなく、各パートの演奏までリリース地域の音楽的嗜好に合わせた最適化が施されている。

## 音楽性とテーマ
アルバムタイトルは当初は「So sweet So radical」と言う案があり、由来は当時アメリカで契約していたヴァージン・レコードのA&R部門の女性スタッフが「最近の音楽はホイットニー・ヒューストンに代表される甘ったるいもの（sweet）か、ラップみたいな暴力的で過激なもの（radical）しかない。でも、貴方の音楽はスウィート且つラジカルだ」と賞賛されたことだった。ただそのままアルバムタイトルに使うには冗長なため、似た意味で受け取ってもらえるように今のタイトルにした。
ポップスのメインストリームがヒップホップのビート・言葉・リズムが主体となり、ある意味ハーモニーとメロディが解体されてしまったシーンに対して、坂本自身が課題としていた「歌のメロディ重視にした単刀直入に人の心に入っていけるポップス」路線を模索した。坂本らしく技巧的ではあるが、分かりやすい作品である。
坂本が10代の頃にはまった音楽の原体験であるボサノヴァのコード進行・アレンジを全面的に起用した。これには坂本の「ハウス・アシッドジャズを通してきた人がボサノヴァを聞くと、ボサノヴァのざらざらした感覚がヒップホップにも共通するものとして面白く聴こえるのではないか」という狙いがある。
同時期にプロデュースした今井美樹のアルバム「A PLACE IN THE SUN」に収録の坂本作曲の曲は、レコーディング期間がほぼ同時期だったこともありサウンド的にスウィート・リヴェンジ収録曲と近く、特にインスト曲「Watermark」は本作に入っていても違和感はない。

## 収録曲

### 日本版
1. Tokyo Story
  - 作曲：坂本龍一

小津安二郎監督の「東京物語」のCD-ROMを作ろうという話があったときに書いた曲。結局はペンディングになったが、坂本自身が非常に気に入ったため、タイトルもそのままにして収録した[1]。
テンポ・ルバートである曲に合わせて「ドシャ」「バシャ」と鳴るドラム（E-muのサウンドモジュールProteusによるTR-909風のサウンド）は、あえてグルーヴしないようにしている。
2. Moving On
  - 作詞：J-Me・スミス / 作曲：坂本龍一

「メロウなコード進行」と「レゲエ」を組み合わせた曲で、ニューヨークのクラブで歌っていた無名の女性ラッパーJ-Meをフィーチャー。坂本は彼女の語りかけるような知的なラップを気に入っている[1]。
坂本は当初日本語の歌詞にしようと発注までしていた[5]。歌詞の内容は、閉塞感を抱えた女性が希望や期待を求めて親元を離れるまでの心境と、その後の生活を綴った母宛の手紙である。
1994年のパルコのCM曲としても使用された。
3. 二人の果て
  - 作詞：大貫妙子 / 作曲：坂本龍一

坂本のシングル「二人の果て」を参照。
4. Regret
  - 作詞：J-Me・スミス、ラターシャ・ナターシャ・ディグス / 作曲：坂本龍一

「甘い雰囲気を持ったコード進行」と「ヒップホップのドラムとベース」を組み合わせ、現代詩の様なラップを載せた曲。ラップはJ-Me[1]。
エンディングで聴ける声は台湾の高砂族の声。最初にベースとストリングスパートはできたのに、それ以上進められず、テイ・トウワに協力してもらっている。
5. Pounding at My Heart
  - 作詞：ポール・アレクサンダー / 作曲：坂本龍一

ヴォーカルはポール・アレキサンダー。坂本自身もヒップホップなのか、ボサノヴァなのか、ジャンルが分からない曲[1]。
6. Love and Hate
  - 作詞：ホリー・ジョンソン / 作曲：坂本龍一

フジテレビの報道番組「スポーツWAVE」のオープニングとして使われたもの（曲名は「N.Y.C.」）にヴォーカルを追加した曲。
ヴォーカルは元フランキー・ゴーズ・トゥ・ハリウッドのホリー・ジョンソン[1]。
坂本がニューヨークを歩く時に、いつも持ち歩いている録音機で録った街の音がサンプリングされている[1]。
イントロから聴ける「ダダダダ」という音は、坂本がブロードウェイでサンプリングした道路工事のドリル音[1]。
7. Sweet Revenge
  - 作曲：坂本龍一

元々はベルナルド・ベルトルッチの映画「リトル・ブッダ」エンディング・スタッフロールのために2番目に書かれた曲だった。（製作中のタイトルは同映画の題名の略である「L.B.」であった）最初に作った曲より「もっと悲しい曲にしろ」と注文されたので、この曲を書いて聴かせたら「悲しすぎる、救いがない」と言われて坂本が大激怒。曲のタイトルはベルトルッチ監督への復讐（リベンジ）という意味が込められている[1]。
坂本のシングル『08/21/1996』にピアノ三重奏ヴァージョンが収録されている。
8. 7 Seconds
  - 作詞：J-Me・スミス / 作曲：坂本龍一

アシッド・ジャズ系の曲。ラップはJ-Me。ニューヨークで一緒に作成に携わったスタッフたちはこの曲が最もニューヨークっぽいとコメントしていた[1]。
バスクラリネットが使われている。
9. Anna
  - 作曲：坂本龍一

暗く、官能的でゆったりとした、ボサノヴァ調の曲。この曲の雰囲気を囁くようなバスクラリネットが効果的。元々はNOKKOのために書かれたものが、事情により使われなかった。タイトルの「Anna」はアントニオ・カルロス・ジョビンの妻の名前。[要出典]坂本は「自分でピアノを弾いていても気持ちいい曲」とコメントしている[1]。
日本版のみに収録。
10. Same Dream, Same Destination
  - 作詞：ロディ・フレイム / 作曲：坂本龍一

ヴォーカルはアズテック・カメラのロディ・フレイム。音が「1970年代初期」の印象を与えている[1]。
製作中の仮タイトルは「OZAKEN」（小沢健二の意）。ループしているように聞こえないが、実はループさせている。当時、ループしながらの録音は珍しく、時代を先取りした手法であった。[6]
11. Psychedelic Afternoon
  - 作詞：デヴィッド・バーン / 作曲：坂本龍一

ポール・アレックス、アート・リンゼイのヴォーカルによるボサノバ。歌詞は元トーキング・ヘッズのデヴィッド・バーンによるもので、内容は「ボクのおじいさんはヒッピーだった」という。坂本は「英語がわかる方なら笑える内容。ただのお笑いで終わらず、ユーモアがあって可愛いもの。デヴィッド・バーンのここ10年の傑作」と絶賛している[1]。
同時期（1994年）に日本サッカー協会から委嘱されFIFAワールドカップ日本誘致の曲として作曲された「日本サッカーの歌」[7] は別アレンジの同一楽曲で、伊藤康英編曲による吹奏楽バージョン「日本サッカーの歌/Japanese Soccer Anthem」は、現在でも天皇杯全日本サッカー選手権大会の入場曲として使われている。さらにシングル『桜のころ』がリリースされ、各種アレンジされた楽曲が収録されている。
日本版のみに収録。
12. Interruptions
  - 作詞：ラターシャ・ナターシャ・ディグス / 作曲：坂本龍一

スローなボサノバ。ラップはJ-Meの友人であるラターシャ・ナターシャ・ディグス。内容は彼女が好きな「空手映画」と「それを観る自分」[1]。
背景で流れる音は非常にシンプルで、ストリングス、ビブラフォン、ギターのみ。ドラムやパーカッションの音が一切入っていない。
13. 君と僕と彼女のこと
  - 作詞：大貫妙子 / 作曲：坂本龍一

女の子一人に男の子二人がいて、三角関係なんだけど男同士も実は好き合っているというちょっとゲイ的な関係のある設定の曲[1]。
ヴォーカルは坂本と高野寛。歌の設定と声質から高野が選ばれた[1]。
高野がスタジオに入る直前なのに、大貫に頼んだ歌詞が出来上がっておらず、高野がスタジオに入る3時間前に歌詞が完成し、ニューヨークの坂本にFAXで送られてくる。それを坂本が譜面に書き入れて、高野のスタジオに送るというタイトなスケジュールでレコーディングされた[1]。
ギターは高野による多重録音。
海外版のタイトルは「Water's Edge」。

### 海外版
日本版と違い歌詞は英語で統一された。ミックスも日本版よりエコー成分が薄めで音像定位が明確化され、ベースやリズムが強化された上でパターンも変更されている。またボサノヴァ曲の"Anna"と"Psychedelic Afternoon"が省かれている。
1. Tokyo Story
2. Moving On
日本版と異なるバージョン。跳ねるような重低音のリズムに変更されている。
3. Sentimental
  - Lyrics:Vivien Goldman, Music:Ryuichi Sakamoto

「二人の果て」の英語版。作詞とヴォーカルはVivien Goldman。
4. Regret
5. Pounding at My Heart
日本版と異なるバージョン。ビート感が強化され、生ドラムも導入されている。
6. Love and Hate
7. Sweet Revenge
8. 7 Seconds
9. Same Dream, Same Destination
10. Interruptions
11. Water's Edge
  - Lyrics:Vivien Goldman, Music:Ryuichi Sakamoto

「君と僕と彼女のこと」の英語版。高野寛のヴォーカルは部分はAndy Caineが担当している。